# 34-я отдельная гвардейская мотострелковая бригада
34-я отдельная гвардейская мотострелковая бригада (горная) (сокр. 34 омсбр(г), в/ч 01485) — горное тактическое соединение Сухопутных войск Российской Федерации. Находится в составе 49-й общевойсковой армии Южного военного округа.
Дислоцируется в станице Сторожевая-2, Зеленчукский район, Карачаево-Черкесия. Создана 30 июня 2006 года. Войсковая часть относится к горным войскам, задачей которых ставится ведение боевых и разведывательных операций в горной местности. Бригада занимается подготовкой военных альпинистов и имеет вьючные подразделения на лошадях местных пород.

## Описание
Бригада создана в соответствии с указом Президента РФ Владимира Путина от 30 июня 2006 года. В отличие от большинства мотострелковых бригад, созданных путём переформирования полков и дивизий в ходе реформы Вооружённых Сил, 34-я создавалась с нуля. К 1 декабря 2007 года бригада была полностью укомплектована и размещена на месте свой постоянной дислокации. При наборе предпочтение отдают лицам, прошедшим промышленную или спортивную альпинистскую подготовку и срочную службу по призыву. Под наблюдением бригады находятся перевалы Западного Кавказа, такие как Марухский и Клухорский. Бригада предназначена для плотного взаимодействия с Пограничной службой ФСБ. Все подразделения получают горную подготовку и бригада плотно сотрудничает с Федерацией альпинизма. 34 омсбр(г) активно обменивается опытом на совместных учениях с военнослужащими Италии, Индии, Пакистана и др..
Вьючно-транспортный взвод является одним из подразделений материально-технического обеспечения 34-й омсбр(г). В нём насчитывается более 80 вьючных лошадей карачаевской и монгольской пород. В ходе плановых тактический учений лошадей формируют в связки. Каждая связка из четырёх лошадей способна переносить до 250 кг груза и совершать суточный переход в 25—30 км. Перед началом летнего периода обучения с вьючно-транспортным взводом проводятся пятидневные тактико-специальные занятия в горно-лесистой местности с преодолением горных и водных преград, а также специальные выездки на полигоне, где лошадей приучают к работе в условиях высокогорья, к звукам выстрелов и разрывам гранат.

## Война в Грузии (2008)
Во время войны в Грузии бригада находилась на Марухском и Клухорском перевалах.

## Вторжение России на Украину (с 2022)
5 декабря 2024 года Указом президента Российской Федерации бригаде присвоено почётное наименование «гвардейская» за «массовый героизм и отвагу, стойкость и мужество проявленные личным составом бригады в боевых действиях по защите Отечества и государственных интересов в условиях вооружённых конфликтов».

## Состав
- управление бригады
- 1001-й отдельный мотострелковый батальон (горный) (в/ч 33182)
- 1021-й отдельный мотострелковый батальон (горный) (в/ч 33228)
- 1199-й отдельный разведывательный батальон (горный) (в/ч 33835)
- 491-й отдельный гаубичный самоходно-артиллерийский дивизион (в/ч 47004)
- батальон связи
- зенитная ракетно-артиллерийская батарея
- рота радиоэлектронной борьбы
- инженерно-сапёрная рота
- ремонтная рота
- рота материального обеспечения
- медицинская рота
- вьючно-транспортный взвод (56 лошадей)
- пункт (отделение) ветеринарного обеспечения
- операционно-перевязочный взвод
- санитарно-эвакуационный взвод
- комендантский взвод
- взвод радиационной, химической и биологической защиты
- взвод управления (начальника артиллерии)
- взвод управления (начальника разведывательного отделения)
- отделение управления начальника ПВО
- 33-я станция фпс (в/ч 33508)
- военный оркестр
- редакция и типография газеты
- полигон
- продовольственно-вещевая служба (20 человек)
- отряд караульных собак

## Вооружение и военная техника

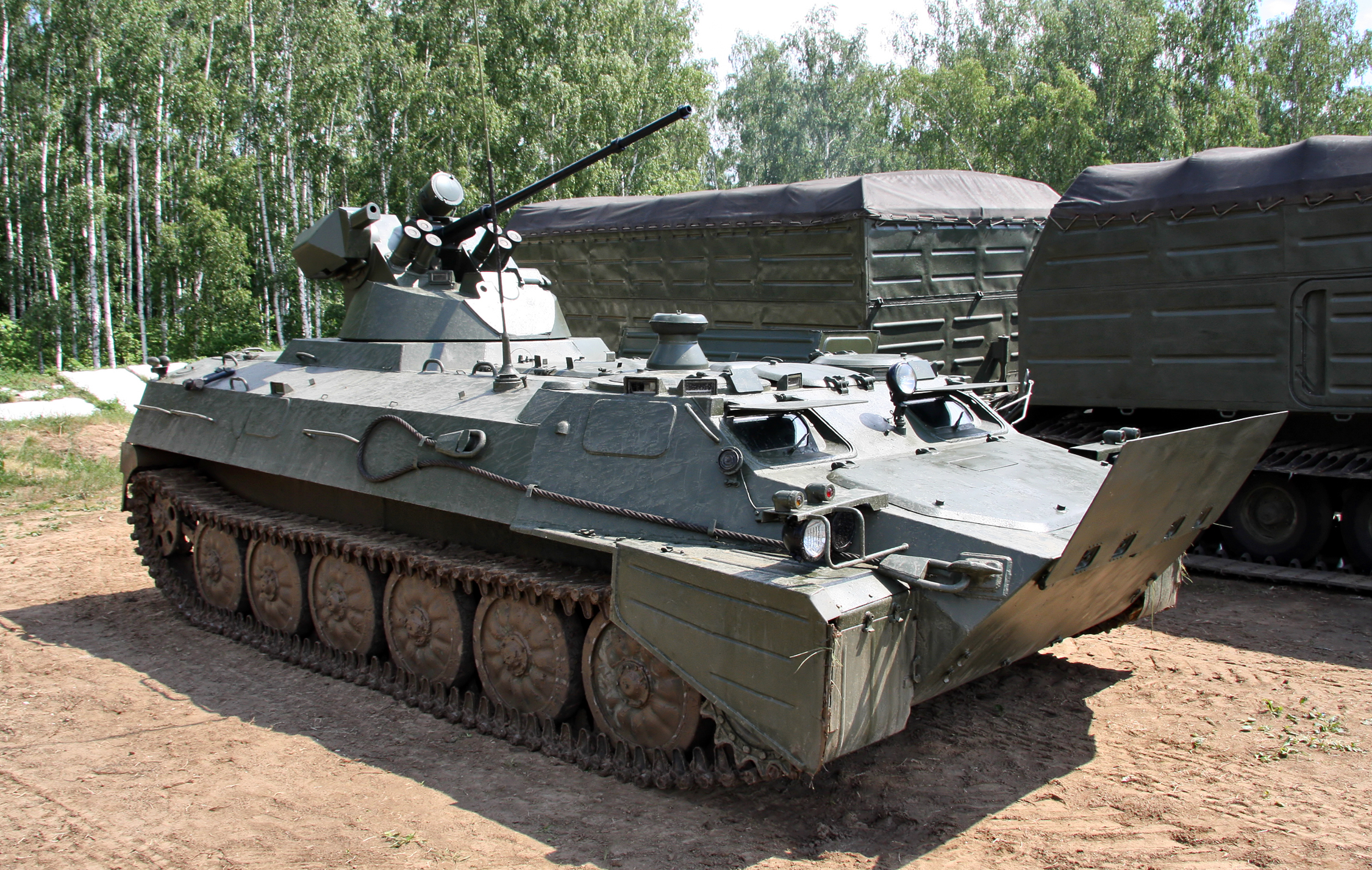
МТ-ЛБ 6МБ
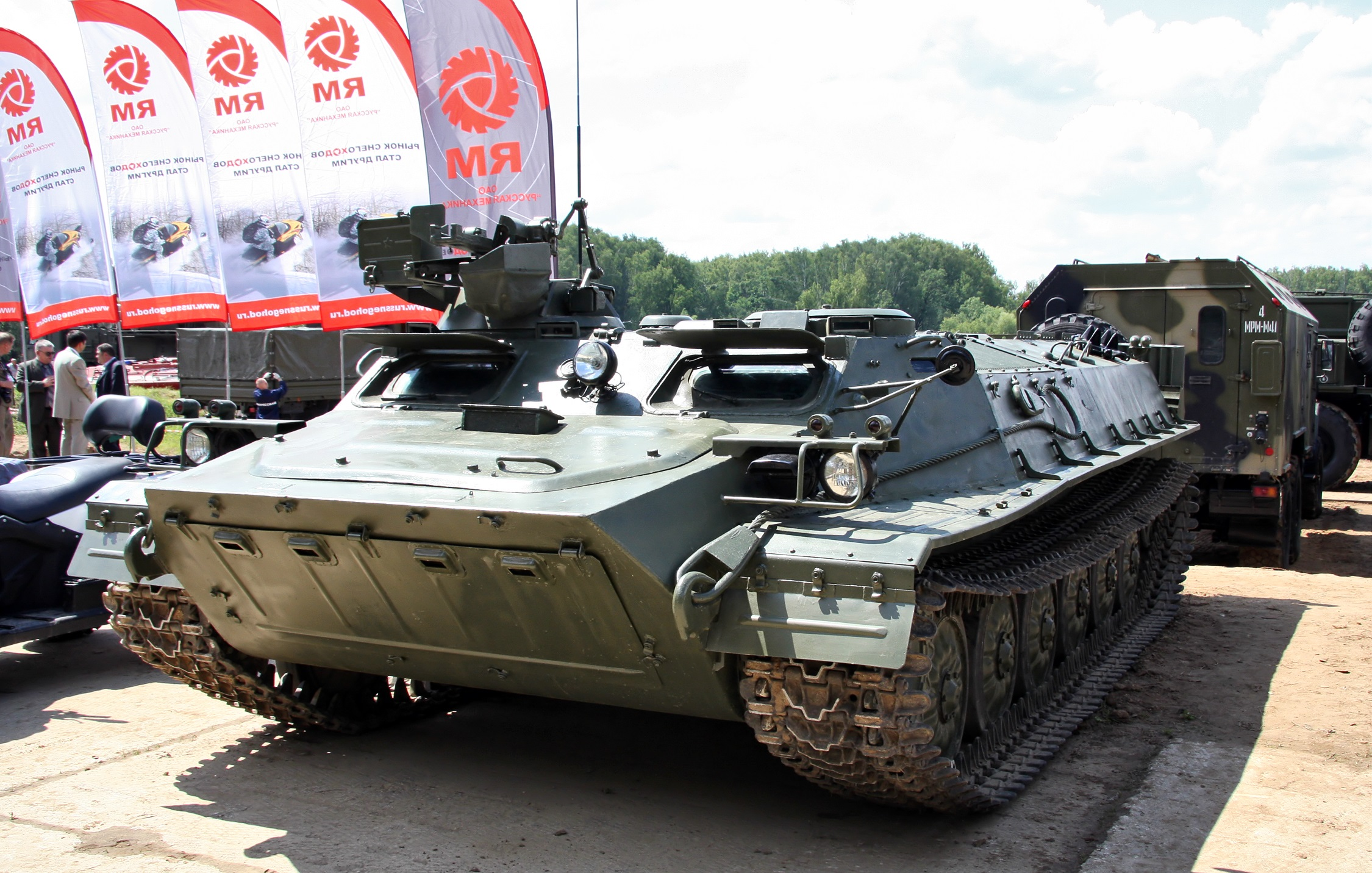
МТ-ЛБВМК
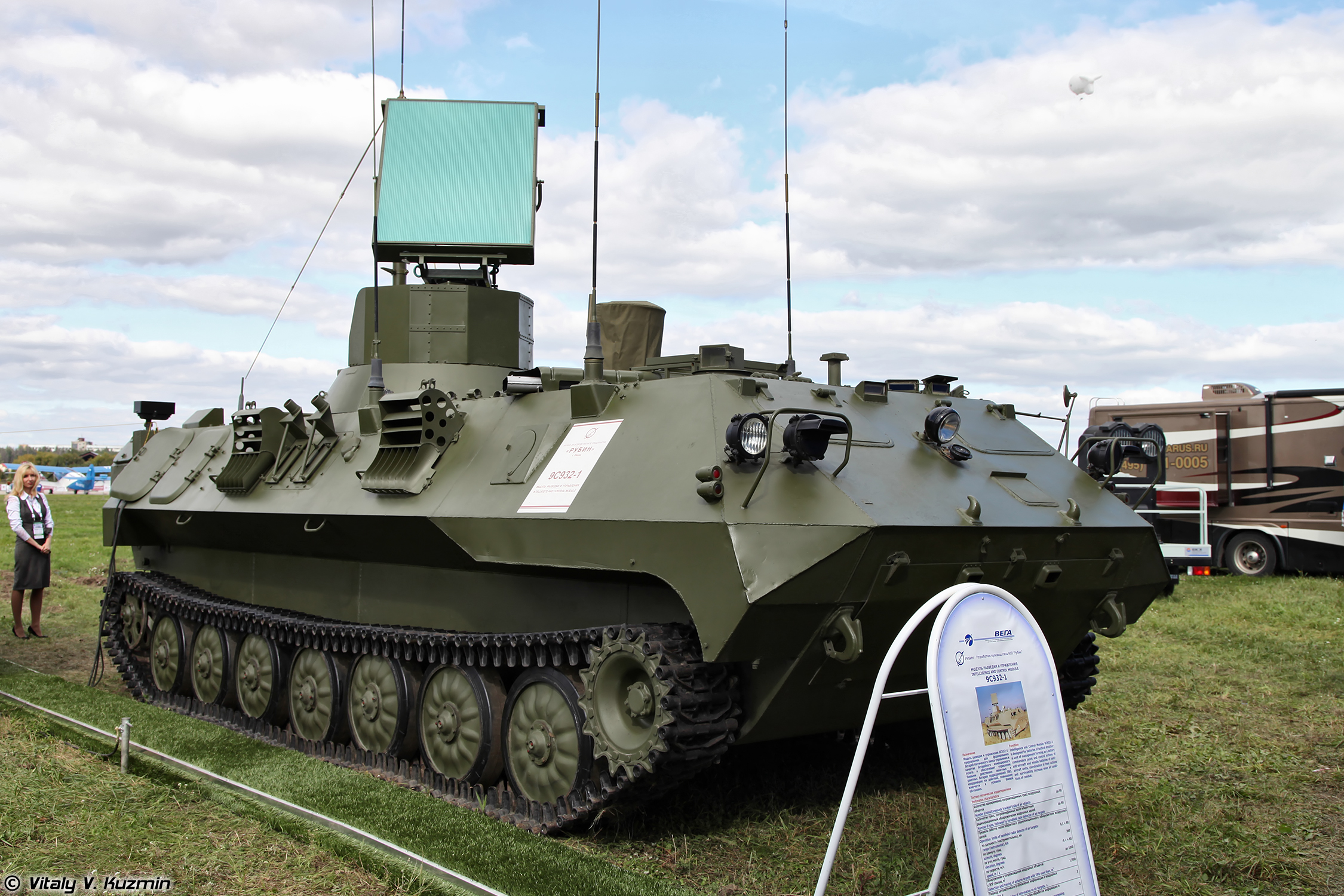
МТ-ЛБу
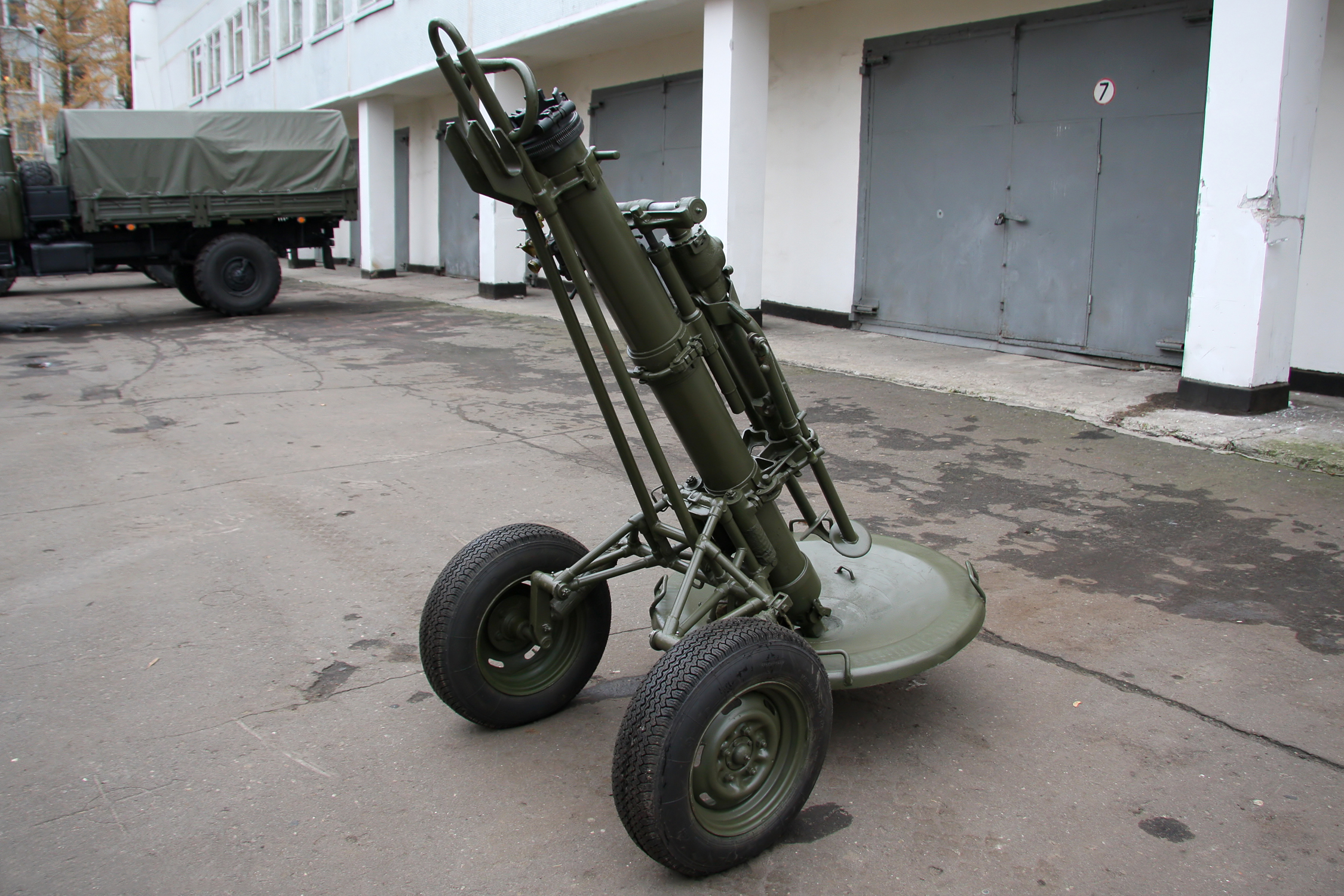
2Б11
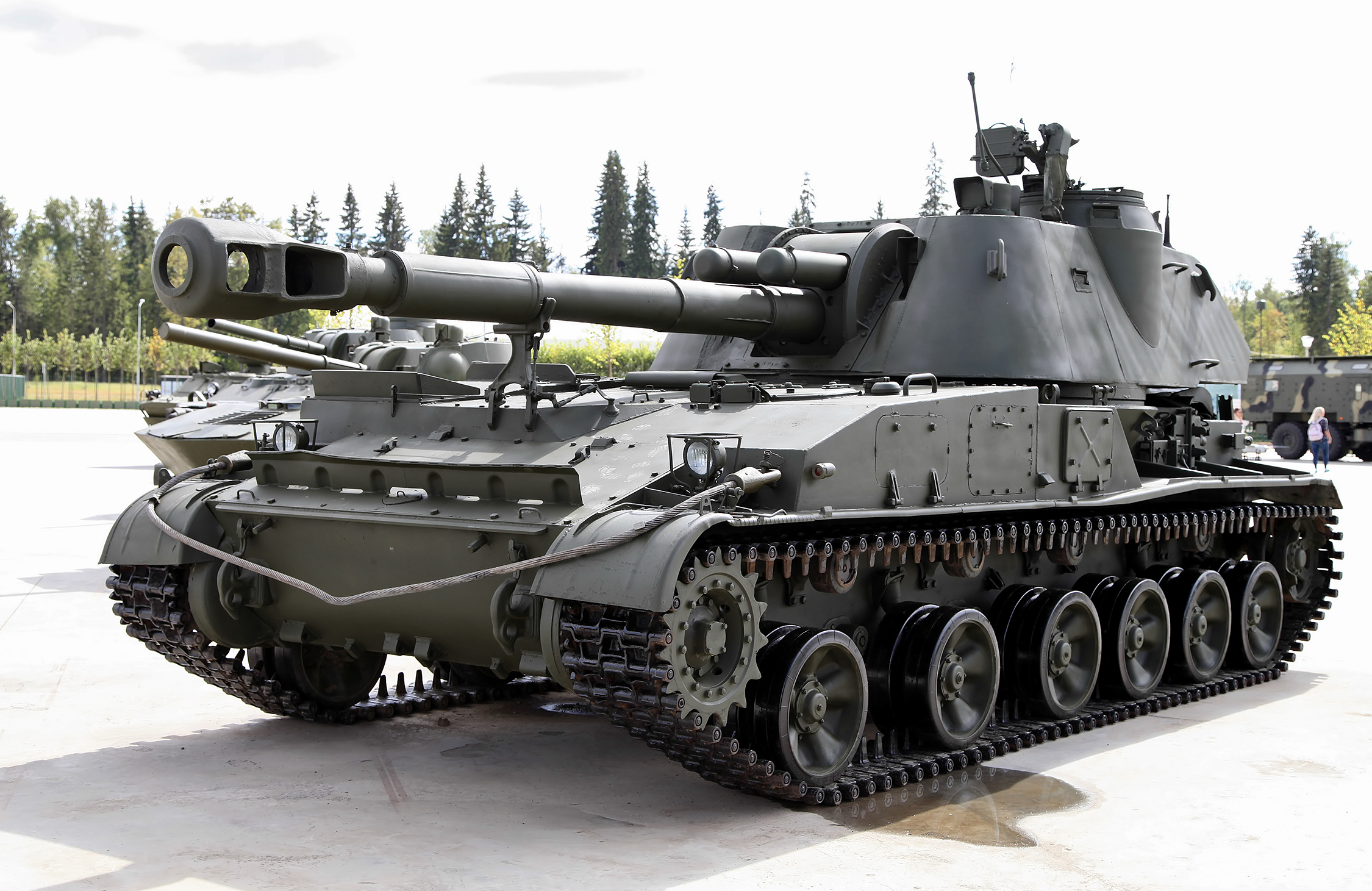
2С3
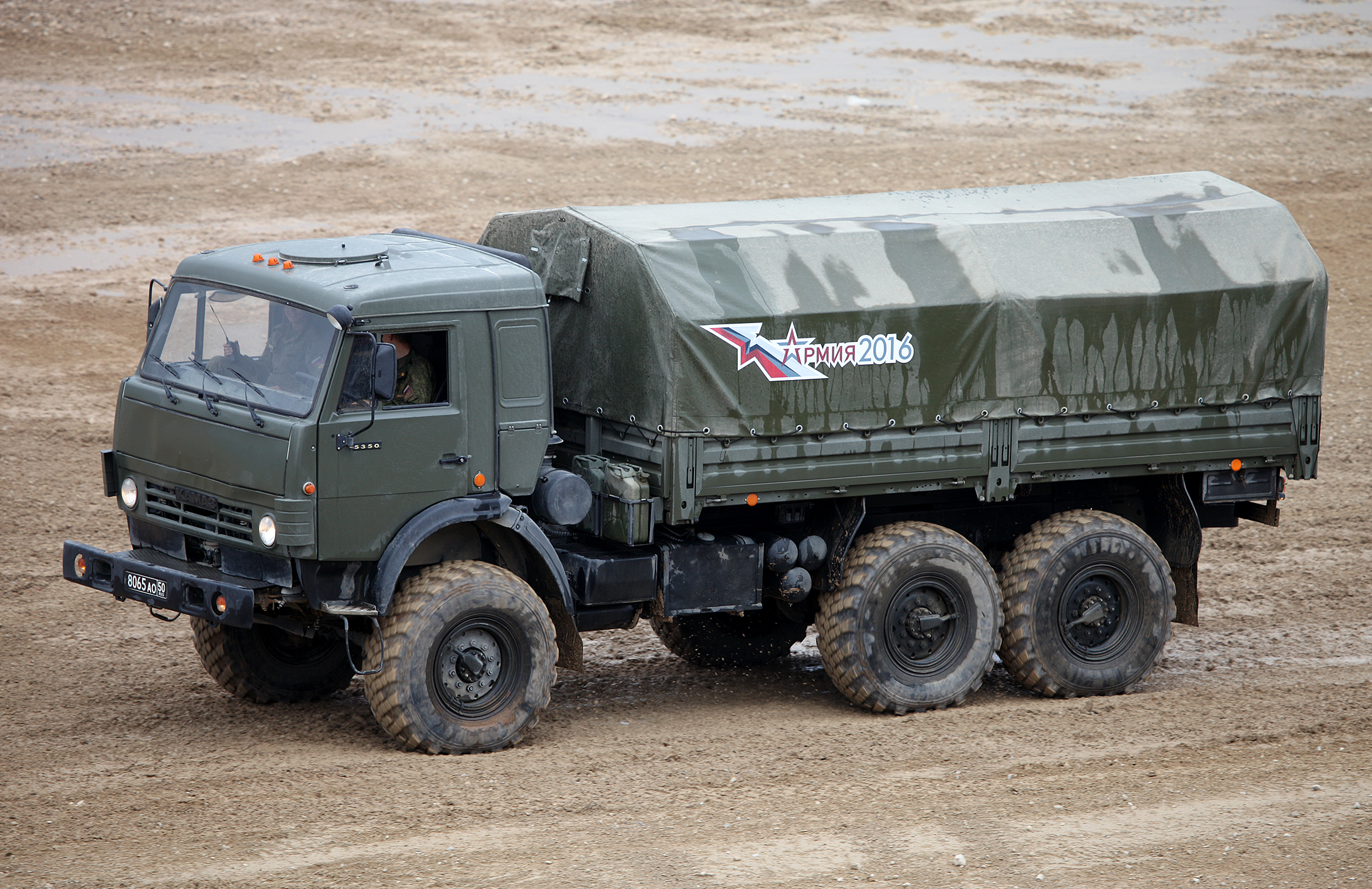
КамАЗ-5350
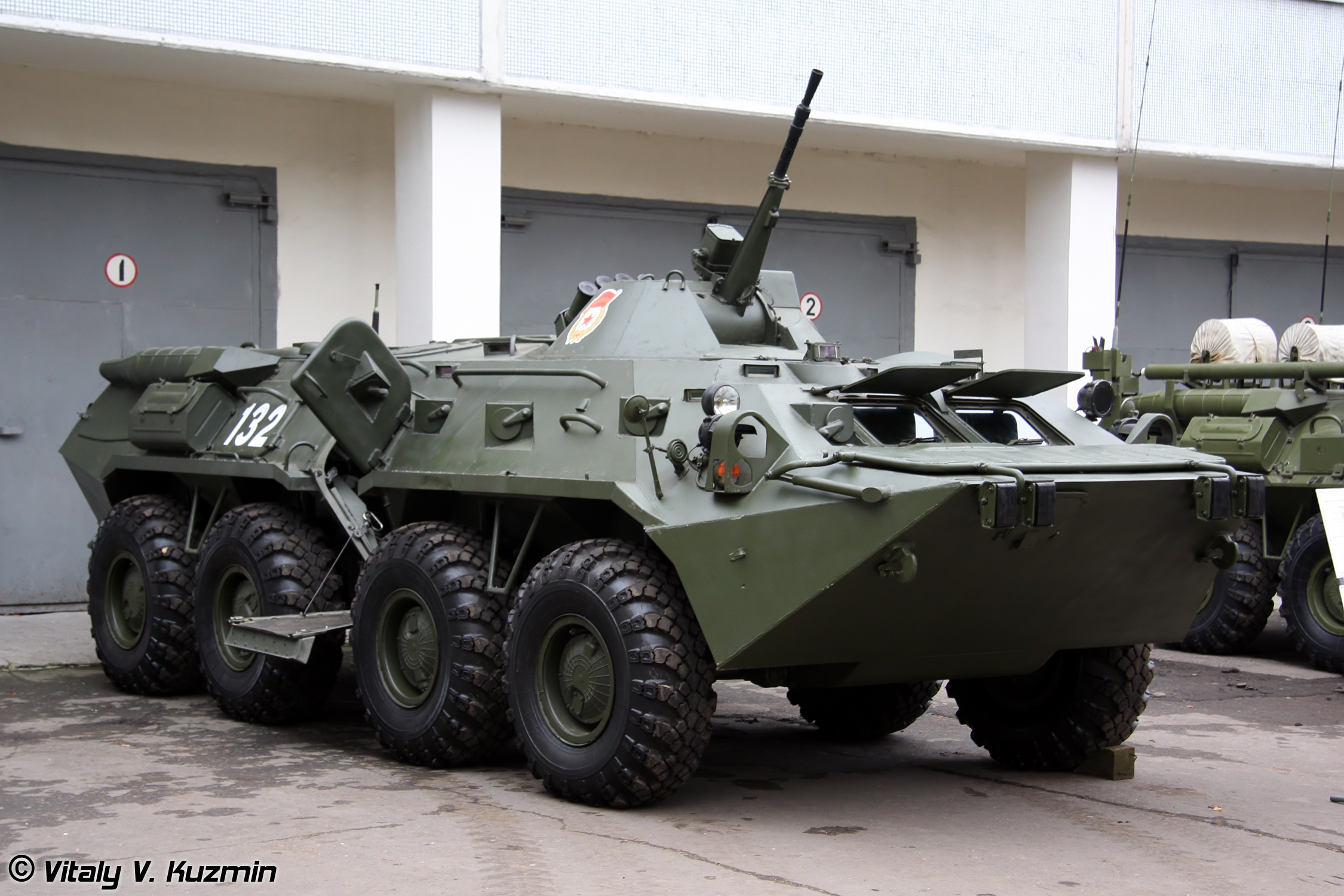
БТР-80
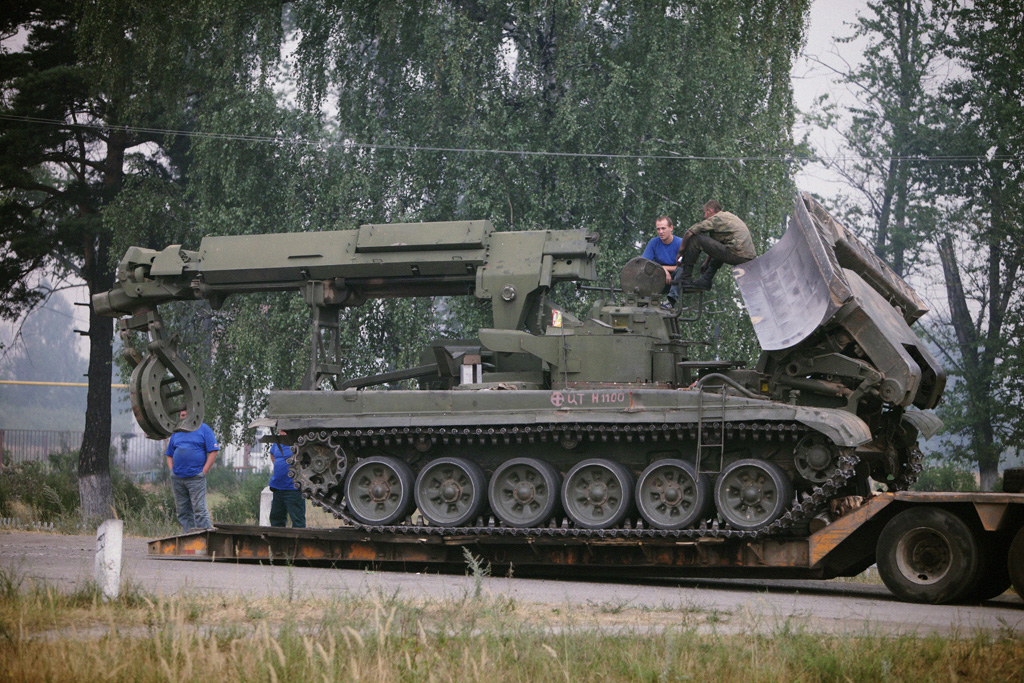
ИМР-2М2
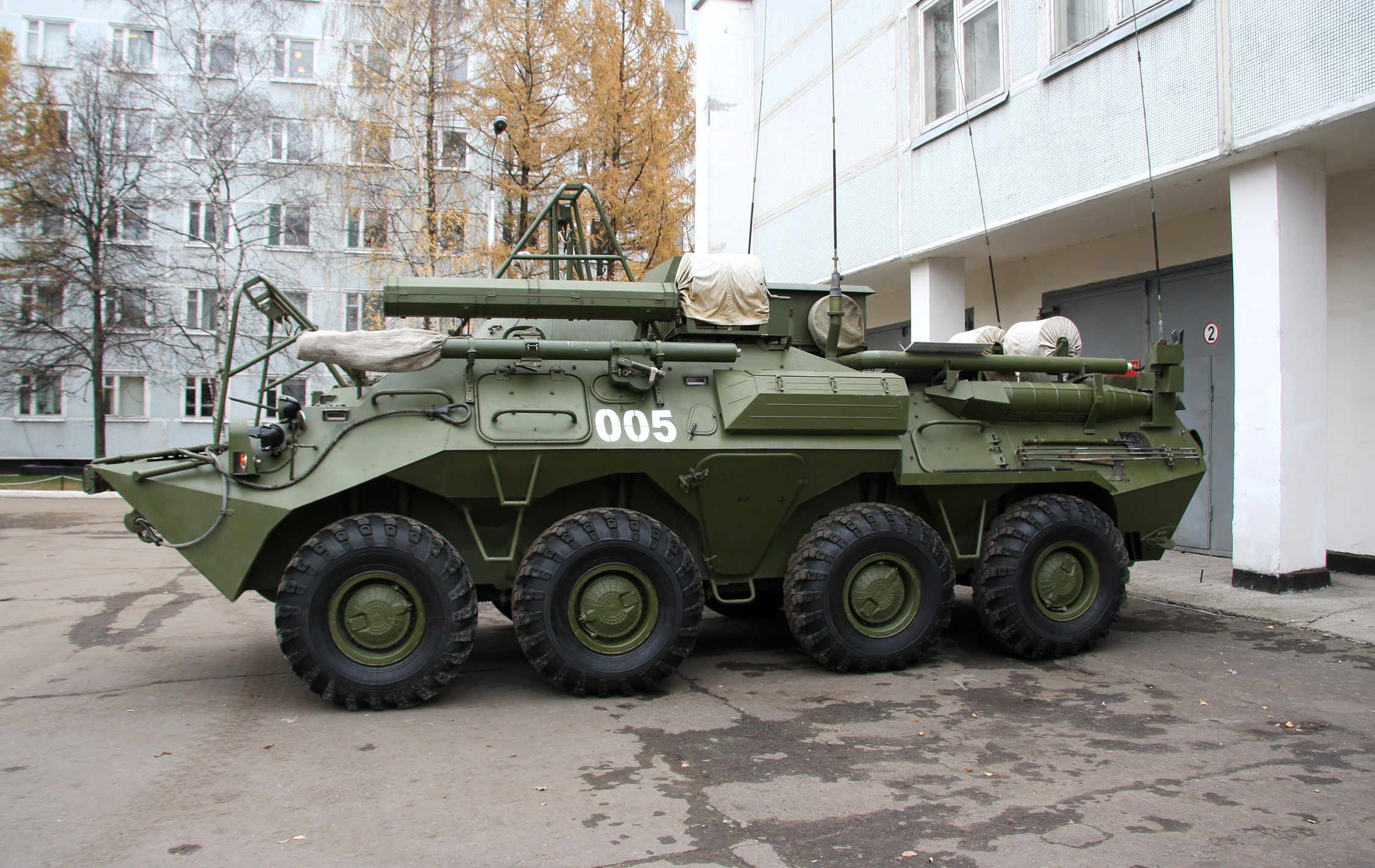
КШМ